# 灰叶杜茎山
灰叶杜茎山（学名：Maesa chisia）为紫金牛科杜茎山属下的一个种。

## 扩展阅读
- 維基物種上的相關：灰叶杜茎山